# Orania glauca
Orania glauca là loài thực vật có hoa thuộc họ Arecaceae. Loài này được Essig mô tả khoa học đầu tiên năm 1980.